# Aleurodiscus sparsus
Aleurodiscus sparsus är en svampart som först beskrevs av Miles Joseph Berkeley, och fick sitt nu gällande namn av Höhn. & Litsch. 1907. Aleurodiscus sparsus ingår i släktet Aleurodiscus och familjen Stereaceae.   Inga underarter finns listade i Catalogue of Life.